# شاهرمانیان

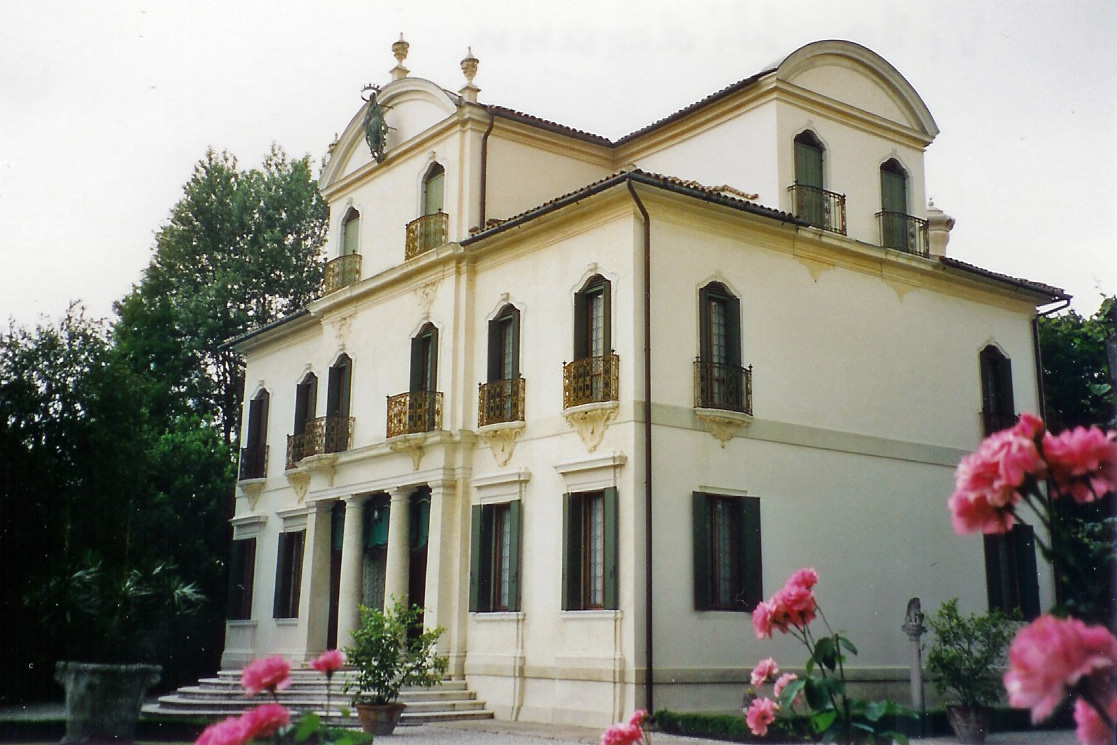
فيلا شاهرمانیان في فينيتو.

شاهرمانیان هي عائلة تجارية ثرية صفوية من أصول أرمنية، وكانت الأسرة تعتنق المذهب الكاثوليكي وتعود جذورها إلى القرن السابع عشر إلى حي جلفا الأرمني في مدينة أصفهان، والتي سرعان ما أصبحت أكثر الأسر نفوذاً وثراءاً بين العائلات التجارية الغنية الأرمنية، حيث وصل أفرادها إلى مناصب رفيعة المستوى في الدولة الصفوية، بما في ذلك في نظمها العسكرية والدينية والبيروقراطية. في وقت لاحق حصلت الأسرة امتيازات تجارية في مختلف دول المدن الإيطالية والإمبراطورية النمساوية المجرية، وإمتلكت عائلة شاهرمانیان شبكة تجارية كان مقرها في حي جلفا وإمتدت من إيطاليا (معظمها في مدينة البندقية) في الغرب إلى بورما في الشرق، واشتهروا بشكل خاص في جمهورية البندقية، حيث إندمجوا جيدًا في طبقتها الحاكمة. ومع ذلك، حتى تراجعها في أواخر سبعينيات القرن التاسع عشر والخمول النهائي في القرن التاسع عشر، ظلّت الأسرة ملزمة بقاعدتها الأصلية في بلاد فارس.
على الرغم من نجاحهم وموقعهم البارز في المجتمع الأرمني الفارسي، كان لإسرة شاهرمانیان دور بخلق صدع في المجتمع الأرمني في إيران، حيث خلق انتمائهم للمذهب الكاثوليكي شعورًا قويًا بالعداء بين الأغلبية الأرمينية الغريغورية والأقلية الأرمنية الكاثوليكية.